# Е!
E! Entertainment TV (E! Entertainment Television ili skraćeno samo E!) je televizijski kabelski i satelitski kanal, dio grupacije NBCUniversal. S emitiranjem je počeo 31. srpnja 1987. godine pod imenom Movietime, 1. lipnja 1990. godine mijenja ime u sadašnje. Kanal proizvodi E! Networks.
E! prikazuje informativne sadržaje i magazine o slavnim osobama iz svijeta filma, glazbe i showbiznisa.
Prenosi gala večeri s dodjele Oskara, Grammyja, Emmyja i ostalih važnih događanja.
U Hrvatskoj se E! emitira na Iskon.TV-u i MAXtv-u zajedno sa sestrinskim kanalom Esquire Network. Oba su lokalizirana na hrvatski jezik. Također je dio ponude Total TV-a.

## Vanjske poveznice
- Službena stranica (engl.)